# Gentiana sedifolia
Gentiana sedifolia es una especie de planta de la familia Gentianaceae. Se puede encontrar desde Costa Rica hasta el norte de Chile. Tiene varios nombres comunes, conocida en Colombia como gectiana y pinjachi en Bolivia.

## Descripción
Hierbas pequeñas de unos 12 cm de largo y 4 cm de alto con hojas estrechas, opuestas de hasta 0,7 cm de largo. Pequeñas flores en forma de embudo de hasta 1 cm de diámetro, azul pálido o violeta, con un centro amarillo, blanco o amarillo pálido. Las flores se cierran por la noche o durante los días fríos y nublados.

## Distribución
Habita en pastizales de gran altitud, a más de 3500 m s. n. m. (punas y páramos), desde Costa Rica hasta el norte de Chile. Está presente en áreas protegidas como el Parque nacional Cajas (Ecuador), el Parque nacional Huascarán y la Reserva nacional de Junín (Perú).

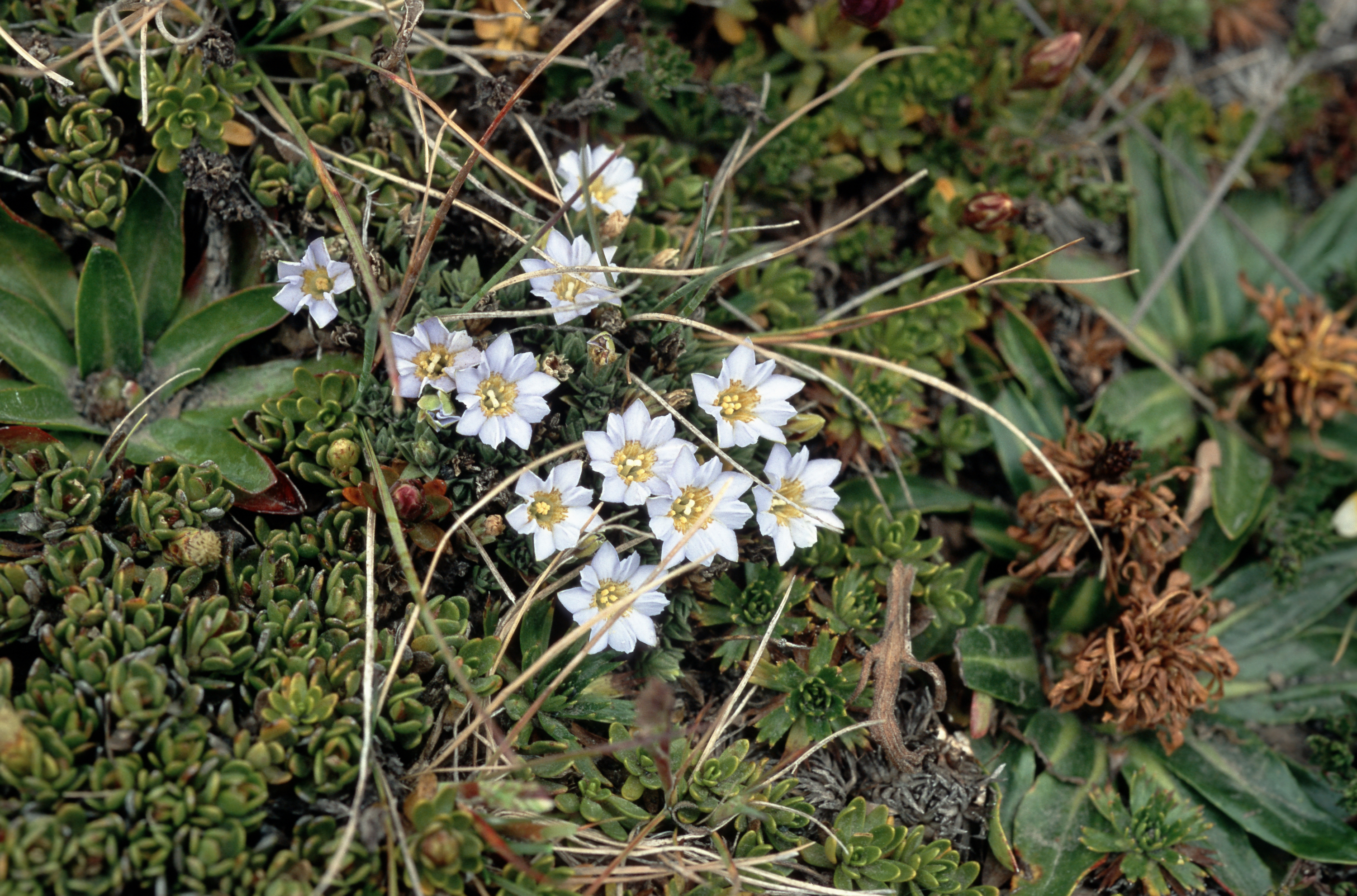
Ejemplar en el Volcán Cotopaxi, Ecuador.